# Жажда мести (телесериал)
«Жажда мести» (исп. Sed de venganza) — американская теленовелла, созданная создателем Эриком Вонном на основе колумбийской теленовеллы 2007 года «Чистая кровь», созданной Маурисио Навасом, Кончитой Руис и Танией Карденас. В главных ролях Изабелла Кастильо, Данило Каррера и Алекса Мартин. Премьера сериала состоялась 15 октября 2024 года на телеканале Telemundo.

## Сюжет
Фернанда Риос несет на себе шрамы своих детских травм и под руководством своего наставника и любовника Эухенио Бельтрана была обучена осуществить план мести семье Дель Пино. С личностью, построенной вокруг этой мести, Фернанда проникает в семью Дель Пино, подрывая ее членов, чтобы захватить их компанию и их богатство. Десять лет спустя Франциско, которого Фернанда предала в прошлом, возвращается, чтобы отомстить, теперь под именем Эмилио Монтенегро. Однако Фернанда не знает его истинной личности, и его прибытие пробуждает в ней неожиданную страсть, которая усложняет ее планы мести.

## В ролях
- Изабелла Кастильо — Фернанда Риос / Регина Кастаньо[4]
- Данило Каррера — Франсиско Рамирес / Эмилио Монтенегро
- Алекса Мартин — Элиза дель Пино
- Карлос Торрес — Габриэль дель Пино[5]
- Себастьян Карвахаль — Марсело Эчеверри
- Диего Оливера — Эухенио Бельтран[5]
- Даниэла Мартинес — Моника Родригес
- Роберто Романо — Алонсо дель Пино
- Фефи Оливейра — Бренда Ферреро
- Родольфо Салас — Роберто Леон[6]
- Мария Хосе Камачо — Ана дель Пино
- Хавьер Понсе — Себастьян дель Пино
- Сандра Итцель — Патрисия Флорес
- Умберто Буа — Фермин Перес
- Роберта Бернс — Таня Вильянуэва
- Мария Лаура Кинтеро — Эрика Флорес
- Клаудия Койра — Клаудия Флорес
- Мария Евгения Арболеда — Мирна Герреро
- Сауль Лисасо — Альфредо дель Пино

## Производство
2 мая 2024 года телеканал Telemundo анонсировал сериал «Жажда мести», главные роли в котором исполнят Данило Каррера и Изабелла Кастильо. Через неделю телеканал выпустил тизер-трейлер сериала. Съемки начались 3 июня 2024 года.

## Эпизоды
| №  | Название                 | Дата премьеры   |
| -- | ------------------------ | --------------- |
| 1  | «Prueba de lealtad»      | 15 октября 2024 |
| 2  | «Se acabó»               | 16 октября 2024 |
| 3  | «Caiga quien caiga»      | 17 октября 2024 |
| 4  | «Desilusión»             | 18 октября 2024 |
| 5  | «Cara a cara»            | 21 октября 2024 |
| 6  | «Dueña de nada»          | 22 октября 2024 |
| 7  | «Atrapada»               | 23 октября 2024 |
| 8  | «Boda incierta»          | 24 октября 2024 |
| 9  | «No es presa fácil»      | 25 октября 2024 |
| 10 | «Sed de pasión»          | 28 октября 2024 |
| 11 | «Paso en falso»          | 29 октября 2024 |
| 12 | «Eugenio Beltrán»        | 30 октября 2024 |
| 13 | «Tiro por la culata»     | 31 октября 2024 |
| 14 | «Lo inevitable»          | 1 ноября 2024   |
| 15 | «Apasionados»            | 4 ноября 2024   |
| 16 | «Cuidado, mucho cuidado» | 6 ноября 2024   |